# 堂島 ザ・レジデンス マークタワー
堂島 ザ・レジデンス マークタワー（どうじま ザ・レジデンス マークタワー）は、大阪府大阪市北区堂島に所在する超高層マンション。

## 概要
2008年に大阪市は堂島小学校跡地を38億円で入札を行ったがリーマンショックに見舞われ応札がなく、その後住友商事と京阪電鉄不動産により約30億円で落札された。2010年4月から7月にかけて校舎が解体され、2011年に着工、2013年10月に竣工した。小学校跡地が超高層ビルに再開発された例としては大阪北小学校跡地が挙げられる。

## 交通機関

### 鉄道
- JR大阪駅 徒歩9分
- JR東西線北新地駅 徒歩4分
- 地下鉄四つ橋線西梅田駅 徒歩4分

## 近隣施設
- 近鉄堂島ビル
- 堂島アバンザ